# Tekle Gijorgis II
Tekle Gijorgis II (gyyz: ተክለ ጊዮርጊስ, właśc. ዋግሹም ጎበዜ Uag szum Gobezje, zm. w 1873) – cesarz Etiopii w latach 1868–1871.

## Dojście do władzy
Przed koronacją był on dziedzicznym władcą prowincji Lasta. Po samobójstwie Teodora II, Anglicy przekazali mu twierdzę w Mekdeli, gdzie uwięzieni byli etiopscy książęta, którzy złożyli mu hołd. Podporządkowawszy sobie prowincje Godżam i Tigraj, przyjął namaszczenie na negusa. Koronacja dokonała się jednak pod nieobecność w kraju zwierzchnika Kościoła Etiopskiego (abuna), toteż niekiedy uważa się go za uzurpatora.

## Panowanie
Krótkie panowanie Tekle Gijorgisa II upłynęło wśród ciągłych walk wewnętrznych z władcami innych prowincji etiopskich, m.in. późniejszym cesarzem Menelikiem II. W 1871 władca prowincji Tigraj Bezbyz Kassa zbuntował się przeciw cesarzowi. W 1871 po bitwie pod Aduą wojska cesarskie zostały pokonane a sam cesarz wzięty do niewoli. Wkrótce potem Bezbyz Kassa koronował się na cesarza i przyjął imię Jana IV.